# Церква на честь Покрови Пресвятої Богородиці (Гостомель)
Церква на честь Покрови Пресвятої Богородиці — чинна мурована церква, зі старими дерев'яними елементами, у селищі Гостомелі під Києвом; оригінальний сплав різночасових архітектурних нашарувань. Належить ПЦУ.
Настоятель церкви — протоієрей о.Олександр (Ліщук Олександр Олександрович).

## Історія
Церква Святої Покрови в Гостомелі була заснована за ініціативою полковника гайдамацького загону Семена Палія. Зведення дерев'яного храму, обриси якого проглядаються у теперішній час, датується 1770 роком (будувався також на місці колишньої культової споруди).

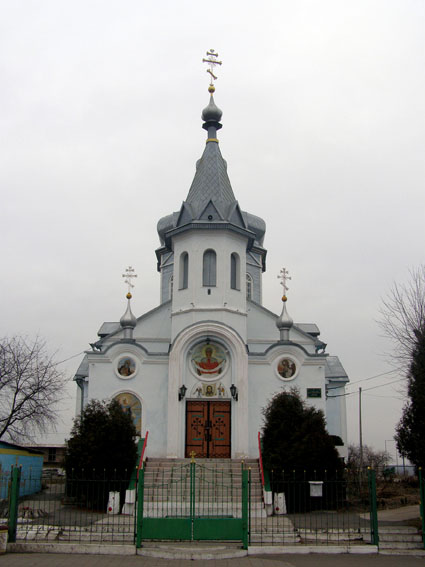
Свято-Покровська церква (ракурс)

У подальшому (XIX — початок ХХ століть) гостомельська Свято-Покровська церква декілька разів перебудовувалася. Основні будівельні роботи (імовірно, цілковита перебудова храму) були завершені в 1890 році.
У радянський час — з 1930 по 1989 роки святиня була переобладнана в селищний клуб.
У сучасному вигляді великого мурованого храму, що постав в результаті відновлювальних робіт (велися з 1989 року), з дореволюційного періоду зберігся дерев'яний барабан центральної бані (1890). Ця оригінальна реконструкція здійснювалася на власні кошти жителів (парафіян) селища.
У 1999 році за ініціативою отця Петра були підняті нові бані Свято-Покровської церкви. І у теперішній час (2000-ні) Покровська церква в Гостомелі продовжує ще більше розбудовуватися та вдосконалюватися, стаючи все кращою і красивішою.
Загалом у гостомельському Свято-Покровському храмі поєднання різних матеріалів виглядає не досить гармонійно, хоча і дуже оригінально, також очевидним є факт, що церкву відбудовували з розмахом. Суміш матеріалів і порушення історичності культової споруди фактично унеможливлює занесення храму до числа історико-архітектурних пам'яток.
Метричні книги, клірові відомості, сповідні розписи церкви Покрова Пресвятої Богородиці м-ка Гостомель (приписні сс.* Блиставиця, Озера, Яблунька, х. Волковне, Баланівка (1910)) Гостомельської волості Київського пов. Київської губ. зберігаються в ЦДІАК України http://cdiak.archives.gov.ua/baza_geog_pok/church/host_001.xml [Архівовано 17 грудня 2018 у Wayback Machine.]

## Церковно-парафіяльна школа
Єдина в гостомельській Покровській парафії церковнопарафіяльна школа була спільною для жителів Яблуньки (тепер — історична місцевість Бучі) і Гостомеля. Цю школу відкрив 14 листопада 1860 року настоятель парафії, гостомельський священик о. Михаїл Михайлович Миронович. Фундатор і перший завідувач школою служив у Покровському храмі Гостомеля з 1833 року і мав кілька нагород. В 1862 році о. Михаїла замінив о. Євфімій Іоаннович Власов, який завідував школою сім років став використовувати послуги світських вчителів, котрі навчали дітей з Гостомеля, Яблуньки, Блиставиці, Озер. Станом на 1875 рік в першому класі навчалося 36 хлопчиків і 8 дівчаток.
В 1869 році завідувати гостомельсько-яблуньською школою був призначений о. Михаїл Никанорович Шеломов, що мав семінарську освіту і певний час працював викладачем Уманського духовного училища. За сумлінне виконання пастирських та педагогічних обов'язків о. Михаїл був нагороджений набедреником, скуфією та камилавкою. В часи його наставництва в школі почала викладати випускниця Київського університету імені святого Володимира Сьомацька Єпістимія Марківна.
З 1884 року діти з Гостомеля і Яблуньки навчалися під керівництвом о. Олександра Красовського, який починав свій трудовий шлях шкільним учителем у м. Обухів.
У 1890 році під керівництвом о. Олександра Красовського у Яблуньці відкрито окрему церковнопарафіяльну школу грамоти, котрою також завідуваго гостомельське духовенство. В 1900 році в ній вчилося 26 першокласників і 6 першокласниць.
З 1899 року діти Яблуньки мали можливість відвідувати державну школу Гостомеля, підпорядковану міністерству народної освіти, однак церковнопарафіяльна школа продовжувала функціонувати. Останнім її наставником був о. Кремінський Андрій Левович, котрий прибув до гостомельської парафії в 1903 році. На початку Першої світової війни школу було закрито. В 1915 році вона відновила своє існування до приходу радянської влади.

## Виноски
1. ↑  Перелік релігійних конфесій та релігійних громад на Офіційний вебсайт Ірпінської міськради
2. ↑  Шість століть під Покровом Божої Матері[недоступне посилання з липня 2019] на Всеукраїнська громадська організація «Українське Реєстрове Козацто» (офіційний сайт) [Архівовано 10 квітня 2010 у Wayback Machine.]
3. ↑   Маленков Р., Година О. Дванадцять маршрутів Київщиною. К., «Грані-Т», 2008
4. ↑  Перерва Володимир Степанович. «Історія шкільництва в містах і селах Київщини XIX — початку XX ст.» — Біла Церква: Вид. О. Пшонковський, 2008. — 672 с. іл. ISBN 878—966-2083-28-6. Сторінка 604